# Tengguli (Bangsri)
Tengguli is een bestuurslaag in het regentschap Jepara van de provincie Midden-Java, Indonesië. Tengguli telt 11.344 inwoners (volkstelling 2010).